# Bisaya nossidiiformis
Bisaya nossidiiformis is een keversoort uit de familie buitelkevers (Eucinetidae). De wetenschappelijke naam van de soort werd in 1884 gepubliceerd door Edmund Reitter.